# Jacob Barrett Laursen
Jacob Barrett Laursen (Arden, Jutlandia Septentrional, Dinamarca, 17 de noviembre de 1994) es un futbolista danés que juega de defensa en el BK Häcken de la Allsvenskan.

## Trayectoria
Fichó por la Juventus F. C. en 2012 proveniente del Aalborg BK por un millón de euros. Luego de una temporada en el equipo primavera del club, se unió al OB de Dinamarca a préstamo por la temporada 2013-14. Debutó profesionalmente el 10 de noviembre de 2013 en la derrota por 1-3 ante el F. C. Vestsjælland. El 3 de julio de 2014 fichó permanentemente por el OB por tres años.
En junio de 2020 firmó contrato por tres años con el Arminia Bielefeld, recién ascendido a la 1. Bundesliga. Después de dos temporadas se fue al Standard de Lieja, donde disputó 26 encuentros en poco más de una antes de marcharse al BK Häcken.

## Selección nacional
Fue internacional en categorías inferiores por Dinamarca. Formó parte del equipo que jugó los Juegos Olímpicos de Río de Janeiro 2016.

## Estadísticas
Actualizado al último partido disputado el 10 de mayo de 2025.
| Club                         | Div.          | Temporada     | Liga  | Liga  | Copas nacionales | Copas nacionales | Copas internacionales | Copas internacionales | Total | Total |
| Club                         | Div.          | Temporada     | Part. | Goles | Part.            | Goles            | Part.                 | Goles                 | Part. | Goles |
| ---------------------------- | ------------- | ------------- | ----- | ----- | ---------------- | ---------------- | --------------------- | --------------------- | ----- | ----- |
| OB Dinamarca                 | 1.ª           | 2013-14       | 6     | 0     | 1                | 0                | ―                     | ―                     | 7     | 0     |
| OB Dinamarca                 | 1.ª           | 2014-15       | 0     | 0     | 0                | 0                | ―                     | ―                     | 0     | 0     |
| OB Dinamarca                 | 1.ª           | 2015-16       | 12    | 0     | 0                | 0                | ―                     | ―                     | 12    | 0     |
| OB Dinamarca                 | 1.ª           | 2016-17       | 24    | 0     | 2                | 0                | ―                     | ―                     | 26    | 0     |
| OB Dinamarca                 | 1.ª           | 2017-18       | 21    | 2     | 1                | 0                | ―                     | ―                     | 22    | 2     |
| OB Dinamarca                 | 1.ª           | 2018-19       | 30    | 5     | 4                | 0                | ―                     | ―                     | 34    | 5     |
| OB Dinamarca                 | 1.ª           | 2019-20       | 26    | 1     | 0                | 0                | ―                     | ―                     | 26    | 1     |
| OB Dinamarca                 | Total club    | Total club    | 119   | 8     | 8                | 0                | 0                     | 0                     | 127   | 8     |
| Arminia Bielefeld · Alemania | 1.ª           | 2020-21       | 16    | 0     | 1                | 0                | ―                     | ―                     | 17    | 0     |
| Arminia Bielefeld · Alemania | 1.ª           | 2021-22       | 24    | 2     | 1                | 1                | ―                     | ―                     | 25    | 3     |
| Arminia Bielefeld · Alemania | 2.ª           | 2022-23       | 1     | 0     | ―                | ―                | ―                     | ―                     | 1     | 0     |
| Arminia Bielefeld · Alemania | Total club    | Total club    | 41    | 2     | 2                | 1                | 0                     | 0                     | 43    | 3     |
| Standard de Lieja · Bélgica  | 1.ª           | 2022-23       | 22    | 0     | 2                | 0                | ―                     | ―                     | 24    | 0     |
| Standard de Lieja · Bélgica  | 1.ª           | 2023-24       | 2     | 0     | ―                | ―                | ―                     | ―                     | 2     | 0     |
| Standard de Lieja · Bélgica  | Total club    | Total club    | 24    | 0     | 2                | 0                | 0                     | 0                     | 26    | 0     |
| BK Häcken · Suecia           | 1.ª           | 2023          | 5     | 0     | 0                | 0                | 2                     | 0                     | 7     | 0     |
| BK Häcken · Suecia           | 1.ª           | 2024          | 21    | 0     | 1                | 0                | 3                     | 0                     | 25    | 0     |
| BK Häcken · Suecia           | 1.ª           | 2025          | 1     | 0     | 0                | 0                | 0                     | 0                     | 1     | 0     |
| BK Häcken · Suecia           | Total club    | Total club    | 27    | 0     | 1                | 0                | 5                     | 0                     | 33    | 0     |
| Total carrera                | Total carrera | Total carrera | 211   | 10    | 13               | 1                | 5                     | 0                     | 229   | 10    |
| 1. 2.                        |               |               |       |       |                  |                  |                       |                       |       |       |

## Palmarés

### Títulos nacionales
| Título         | Club      | País   | Año  |
| -------------- | --------- | ------ | ---- |
| Copa de Suecia | BK Häcken | Suecia | 2025 |